# Greenwich Street

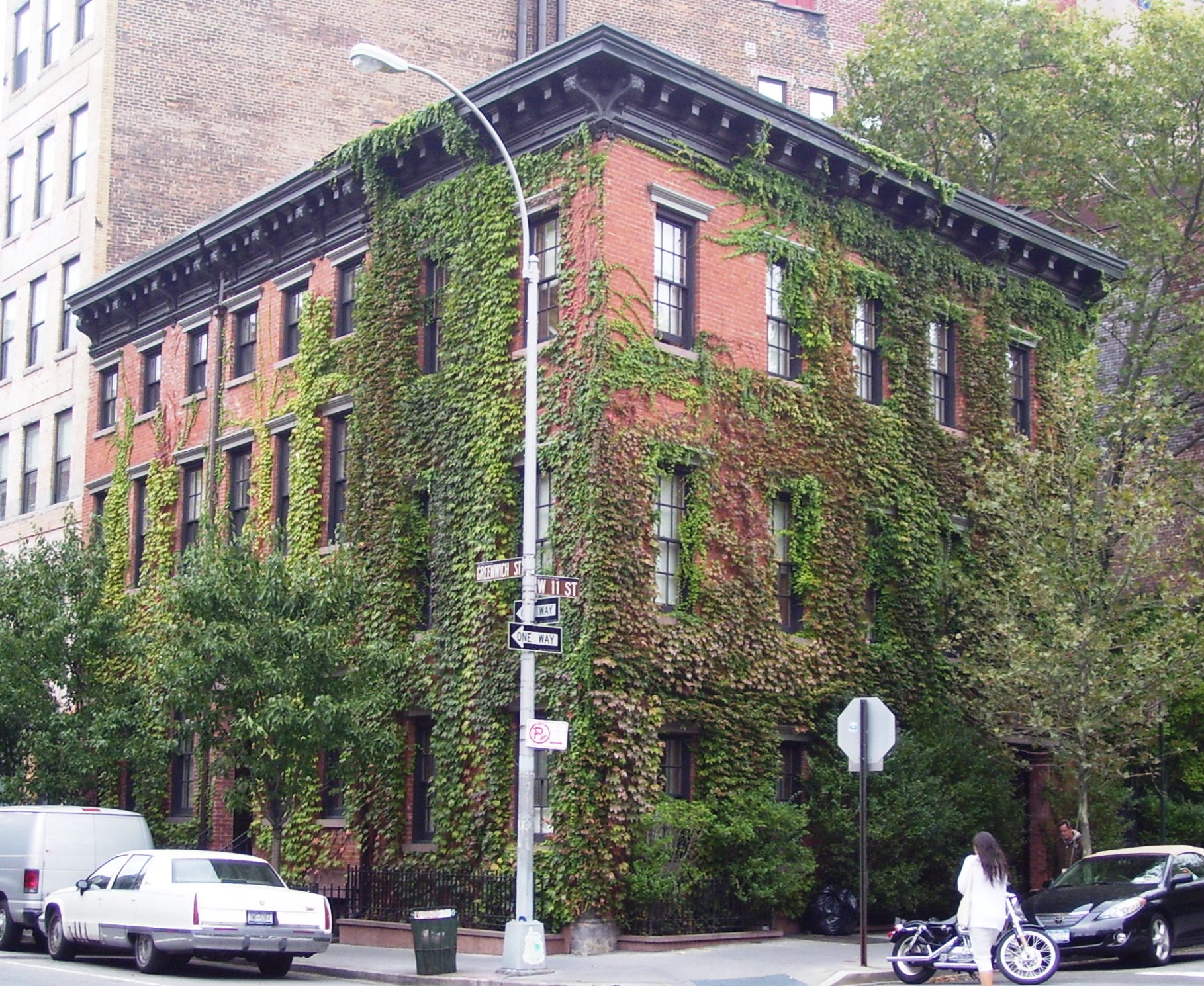
753-57 Greenwich Street con calle 11 oeste.

Greenwich Street (en español: Calle Greenwich) es una calle que recorre de norte a sur el borough neoyorquino de Manhattan. Se extiende desde su extremo sur en el Battery Park hasta la intersección con Gansevoort Street en el Meatpacking District donde su recorrido lo sigue la Novena Avenida. En su recorrido cruza, además del Meatpacking District, los barrios del Distrito Financiero West Village, Hudson Square, y Tribeca.
Las principales vías de sentido este-oeste cruzan esta avenida incluyendo, desde norte a sur, Christopher Street, Houston Street, Canal Street, y Chambers Street. Al norte de Canal Street, el tráfico va con sentido al norte. Al sur de Canal Street, con sentido sur. 

## Etimología
Tanto Greenwich Street – originalmente llamada Greenwich Road – y Greenwich Avenue, con la que se confunde algunas veces, derivan sus nombres de Greenwich Village, que fue incluido en la ciudad de Nueva York cuando ésta creció hacia el norte. "Greenwich" significa "Pueblo Verde", con al sufijo "wich" derivándose del Latín vicus a través del Sajón antiguo wick. Una de las dos vías, Greenwich Street, era la ruta más corta, más escénica y popular al pueblo pero usualmente se inundaba hasta el siglo XIX cuando se ganó terreno al río alejando la orilla hacia el oeste.

## Historia

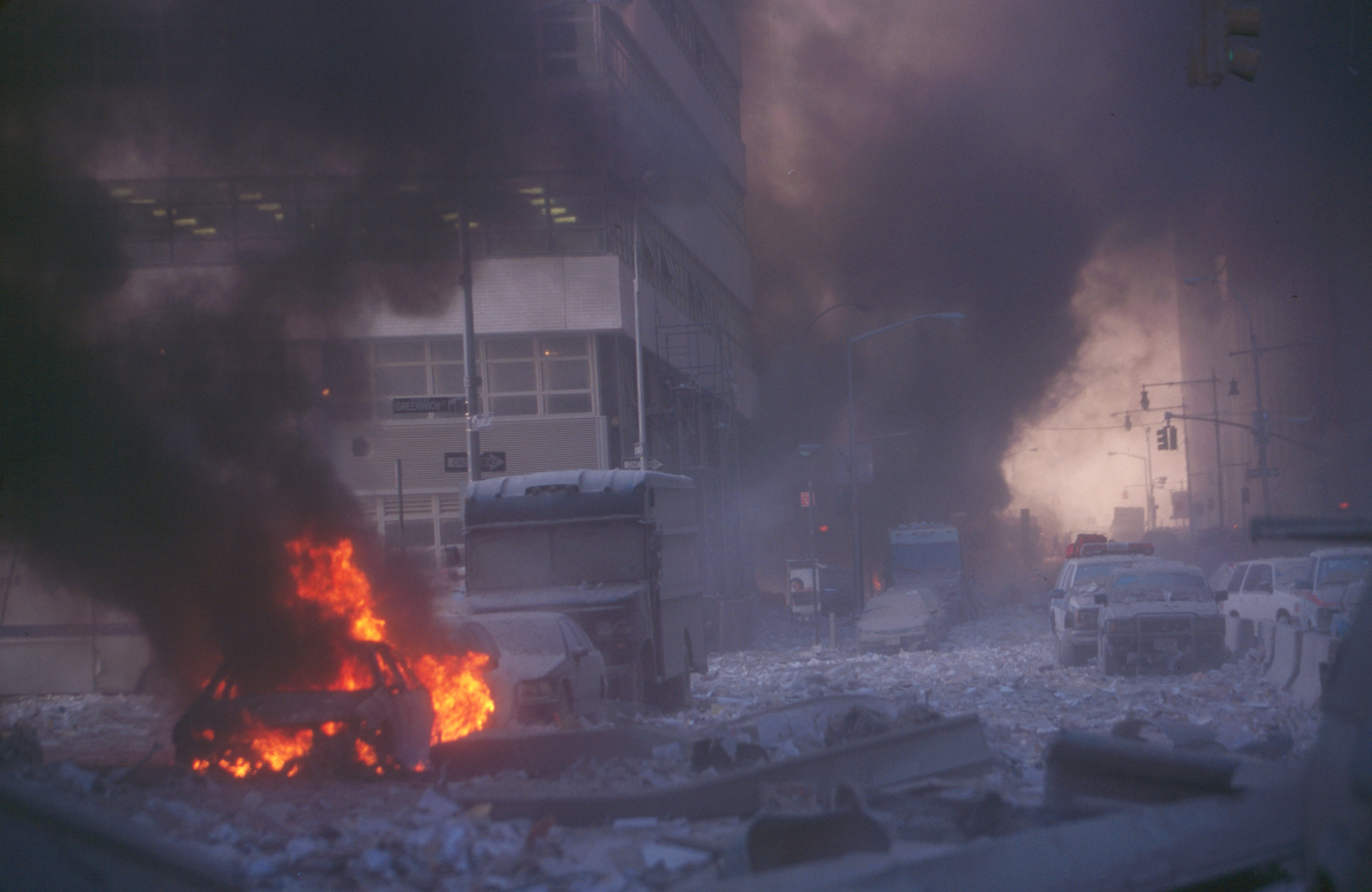
La esquina de Greenwich y Barclay, viendo hacia el este, cerca del destruido World Trade Center luego de los ataques del 11 de Septiembre el 2001

La documentación más temprana que se tiene de Greenwich Street es de los años 1790, cuando corría paralela al río Hudson. En ese tiempo era llamado 'Camino a Greenwich', ya que era el único camino continuo desde el bajo Manhattan hasta Greenwich Village aparte de Broadway.

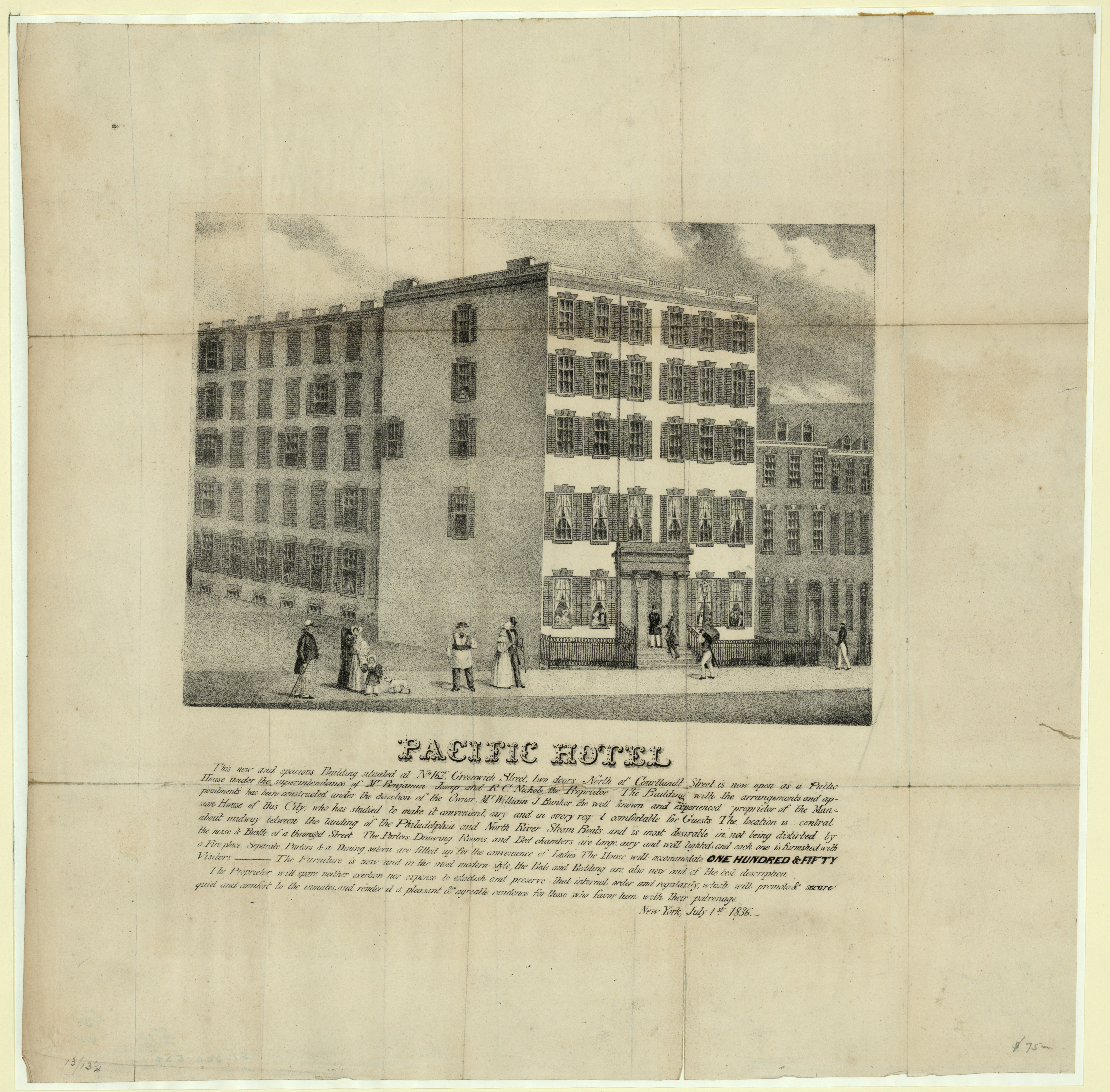
Pacific Hotel, Greenwich Street, 1836

Para fines del siglo XVIII, la parte baja de Greenwich Street se convirtió parte de uno de los vecindarios residenciales más de moda en la ciudad, alineado con cutro mansiones de estilo federal, aunque la parte alta de Greenwich street era hogar de artesanos, zapateros y un enclave de negros libertos. Greenwich Street mantendría su estatus como una dirección de moda en 1820, pero en los años 1850, los residentes ricos abandonaron la zona, se fueron a la parte alta de la ciudad y las residencias privadas en la calle se hicieron escasas. El propietario de hoteles Amos Eno se fue una vez que se vio "rodeado por viviendas de inmigrantes" según lo señalado por su hija. En 1873, la Bolsa de Mantequilla y el Queso abrió en esta calla, no muy lejos de donde llegaban los productos lácteos cada día en terminales ferroviarios de carga. En 1882, una planta de generación de vapor de la New York Steam Company se ubicó en la intersección de Greenwich y Dey Streets.
A inicios del siglo XIX, el empresario circense John Bill Ricketts abrió su "New Amphitheatre" en Greenwich street, diseñado por Joseph-François Mangin, donde multitudes apreciaron su "circo ecuestre" que mostraba "payasos, funambulistas, voletadores, jinetes acróbatas, indios montados y fuegos artificiales". Esto se convirtió en una tradición por el área ya que 150 años antes "Vauxhall Gardens", que tenían un museo de cera y fuegos artificiales y servían el te de la tarde, fue instalado por Samuel Fraunces, de la Fraunces Tavern, cerca a la actual esquina de las calles Greenwich y Warren.
En 1824, el pintor Thomas Cole, que llegó a los Estados Unidos en 1818, mantuvo su residencia en un desván de Greenwich Street, exhibiendo sus pinturas en tiendas locales. El poeta y escritor Edgar Allan Poe vivió brevemente en una pensión en la calle entre 1844 y 1845, pero no le gustó el vecindario, quejándose de las calles sucias y la bulla hecha por los vendedores de ostras y bagres.
También en Greenwich Street a mediados del siglo XIX fue uno de las varios puntos de venta de "Madame Restell" (Ann Lohman), quien vendía píldoras abortivas para embarazos no deseados. La ubiación de Greenwich Street también funcionaba como un alojamiento para mujeres que querían alumbrar a sus hijos. En 1846, una pandilla furiosa, exitada por los competidores de Restal y alegaciones falsas de asesinato, bajó s a su local de Greenwich Street e intentó botarla de la ciudad; 40 polícias restauraron el orden. Restell, que había amasado riqueza con su negocio, fue arrestada varias veces pero pudo comprar su liberación y eventualmente construyó una mansión en la Quinta Avenida y la calle 52.
En 1867, el ingeniero Charles T. Harvey consiguió permiso de la Legislatura Estatal de Nueva York para construir un pequeño trecho de pista elevada como un experimento en Greenwich Street al norte de Battery Place. La instalación de 800 metros y una sola vía, que tenía dos locomotoras estacionarias a cada extremo, sujetada por cables a un carro cuyos motores iban atrás y adelante, estuvo lista para pruebas en junio de 1868. Harvey se declaró en bancarrota el Viernes Negro, como resultado de las especulaciones de Jay Gould y James Fisk, pero la compañía que estableció pasó por varias reorganizaciones y surgió en 1872 como la New York Elevated Railway Company, que utilizó locomotoras de vapor para jalar vagones en una única vía elevada que iba de Greenwich y la Novena Avenida hasta la calle 30 which utilized steam locomotives to pull cars on a single elevated track that ran up Greenwich and Ninth Avenue to 30th Street, donde se podía hacer una conexión en el terminal de la Hudson River Railroad. Eventualmente, esto se converitría en la IRT Ninth Avenue Line; las vías elevadas fueron demolidas en 1940.
En el sitio del World Trade Center, Greenwich Street alguna vez cruzó un vecindario llamado Radio Row, que se especializaba en la venta de repuestos de radio. El vecindario fue demolido en 1962, cuando se dispuso que esa área debía alojar la construcción del World Trade Center. Luego de que el World Trade Center fuera destruido en los ataques del 11 de Septiembre, el público apoyó la reconstrucción de una grilla de calles a través del sitio del World Trade Center. Al final se decidió reconstruir Cortlandt, Fulton, y Greenwich Street, que habían sido destruidas durante construcción del original World Trade Center.

## Transporte

### Metro
La línea de Broadwan-Séptima Avenida va debajo de Greenwich Street desde Vesey Street hacia el sur hasta su finalización. La estación Cortlandt Street y la Rector Street (tren ) la sirven directamente. Otras estaciones del metro de Nueva York sirven Greenwich Street desde las cercanías. Estas incluyen (de norte a sur) la estación 14th Street–Eighth Avenue (trenes , ,  y ); la Christopher Street–Sheridan Square (local), Houston Street (local), Canal Street (local), Franklin Street (local) y Chambers Street (expreso) de la Línea de la Séptima Avenida-Broadway (trenes ,  y ); y la Chambers Street–World Trade Center (trenes ,  y ).
La estación Christopher Street de los trenes PATH  (trenes HOB–33, JSQ–33, y JSQ–33 (vía HOB)) se ubica en Christopher Street al este de Greenwich Street. La estación PATH World Trade Center (trenes NWK–WTC y  HOB–WTC) se ubica en la intersección de las calles Vesey y Greenwich.
La estación World Trade Center Transportation Hub, entre las calles Greenwich y Church, conecta las cinco oestaciones en el sitio del World Trade Center site (trenes , , , , , ,  y  así como los trenes de PATH). La estación combinada conecta a través de la Dey Street Passageway con el Fulton Center (trenes , , , , , ,  y ).

### Bus
La línea M11 opera en Greenwich Street desde Bethune Street hasta Gansevoort Street.
Dos buses cruzan pero no se detienen en esta calle: 
- La línea transversal M8 cruza Greenwich Street en ambas direcciones, rumbo oeste en Christopher Street y rumbo este en la calle 10 Oeste and eastbound on West 10th Street.[23]
- La línea transversal M21 cruza Greenwich Street en ambas direcciones, rumbo oeste en Houston Street y rumbo este en Spring Street.[23]

## Edificios notables y establecimientos
- 443 Greenwich Street
- 408 Greenwich Street
- 388 Greenwich Street
- 125 Greenwich Street
- 88 Greenwich Street
- 7 World Trade Center
- 4 World Trade Center
- 3 World Trade Center
- 2 World Trade Center
- American Stock Exchange Building
- Tribeca Grill